# Lyn St. James

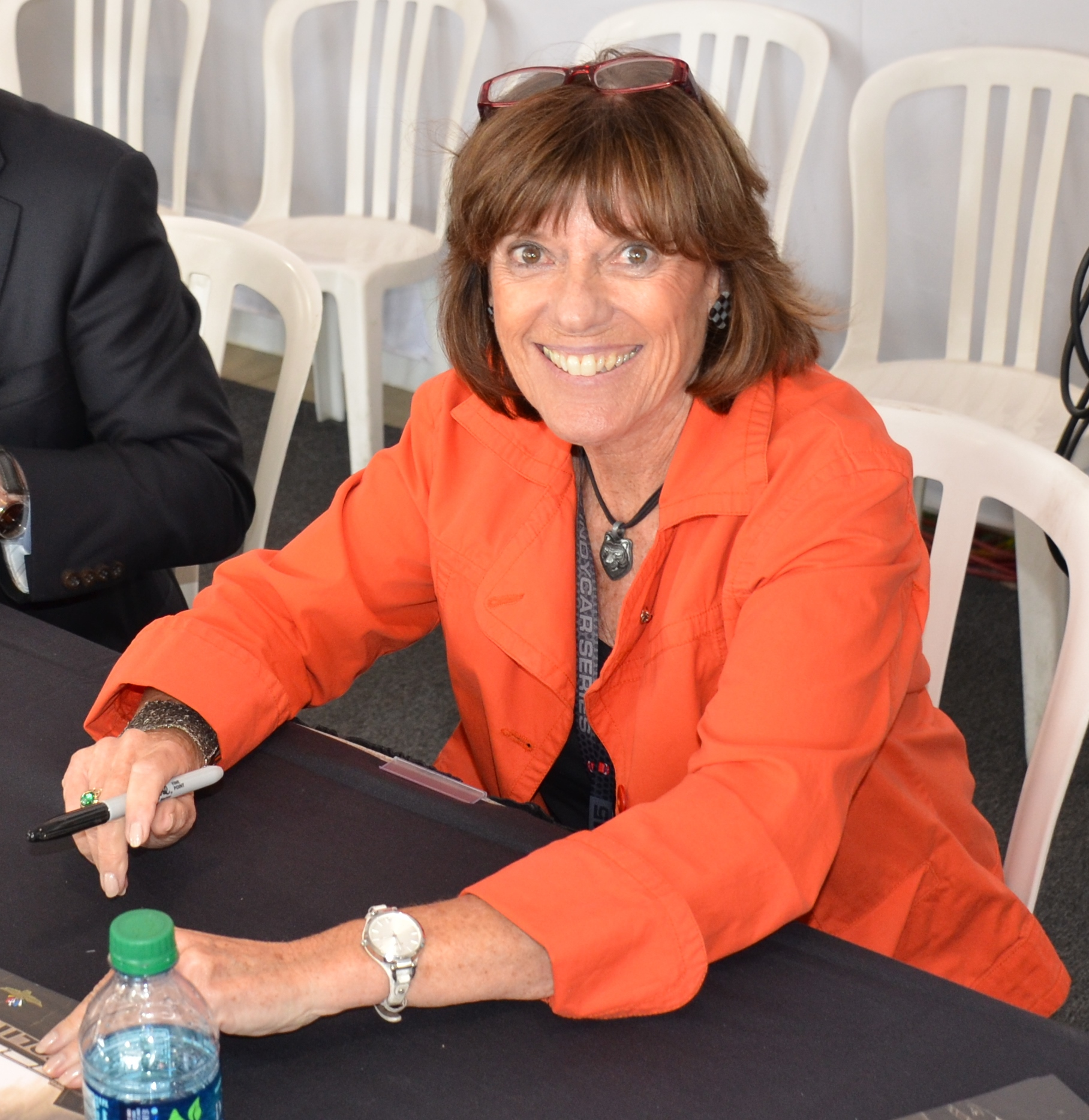
Lyn St. James beim 500-Meilen-Rennen von Indianapolis 2015

Evelyn Gene „Lyn“ St. James (* 13. März 1947 in Willoughby) ist eine ehemalige US-amerikanische Autorennfahrerin und Rennstallbesitzerin.

## Karriere als Rennfahrerin
Die als Carol Gene Cornwall geborene Rennfahrerin ist eine der neun Frauen, die sich bisher für das 500-Meilen-Rennen von Indianapolis qualifizieren konnten. Wenige Tage nach ihrer Geburt änderten ihre Eltern ihren ersten Vornamen in Evelyn. Nach ihrer Hochzeit mit dem Rennfahrer John Carusso änderte sie ihren Namen erst in Lyn Carusso und nach der Scheidung in Lyn St. James, einem legalisierten Künstlernamen, der auf die Schauspielerin Susan Saint James zurückgeht.
1992 war sie der erste weibliche Rookie of the Year beim Indy 500 und mit 45 Jahren der bis dahin älteste Indianapolis-Starter, der diese Auszeichnung erhielt. Mit dem elften Rang erreichte sie 1992 auch ihre beste Platzierung in Indianapolis (Sieger Al Unser junior), wo sie zwischen 1992 und 1997 siebenmal am Start war.
Im Sportwagensport startete sie bei den Langstreckenklassikern in Le Mans, Sebring und Daytona. Außerdem bestritt sie Rennen der IMSA-GTP und Trans-Am-Serie. In Daytona schaffte sie 1987 und 1990 Klassensiege. Bis zum Ende ihrer Karriere nach der Nichtqualifikation beim 24-Stunden-Rennen von Daytona 2000 war sie bei 102 Sportwagenrennen am Start. Zweimal kam sie als Gesamtzweite ins Ziel und gewann insgesamt sechsmal eine Rennklasse.
Nach dem Ende ihrer Karriere arbeitete sie als Fernsehkommentatorin und gründete eine 501(c)(3) organization- Non-Profit-Organisation, die Frauen in der Automobilbranche fördert und unterstützt.

## Statistik

### Le-Mans-Ergebnisse
| Jahr | Team              | Fahrzeug    | Teamkollege  | Teamkollege   | Platzierung | Ausfallgrund |
| ---- | ----------------- | ----------- | ------------ | ------------- | ----------- | ------------ |
| 1989 | Spice Engineering | Spice SE89C | Gordon Spice | Ray Bellm     | Ausfall     | Motorschaden |
| 1991 | Euro Racing       | Spice SE90C | Cathy Muller | Desiré Wilson | Ausfall     | Unfall       |

### Sebring-Ergebnisse
| Jahr | Team                  | Fahrzeug                    | Teamkollege      | Teamkollege   | Platzierung            | Ausfallgrund |
| ---- | --------------------- | --------------------------- | ---------------- | ------------- | ---------------------- | ------------ |
| 1978 | Autodyne              | Chevrolet Corvette          | Luis Sereix      | Phil Currin   | Rang 15                |              |
| 1979 | Thunderbird Swap-Shop | Ferrari 365 GTB/4           | Bonnie Henn      | Janet Guthrie | Rang 17                |              |
| 1980 | Condor Racing         | Porsche 935K3               | Ralph Kent-Cooke |               | Ausfall                | Motorschaden |
| 1983 | Nimrod Racing         | Nimrod NRA/C2               | Reggie Smith     | Drake Olson   | Rang 5                 |              |
| 1987 | Roush Racing          | Ford Mustang                | Tom Gloy         |               | Rang 29                |              |
| 1988 | Roush Racing          | Mercury Merkur XR4Ti        | Deborah Gregg    |               | Rang 8                 |              |
| 1990 | Roush Racing          | Lincoln Mercury Cougar XR-7 | Calvin Fish      | Robby Gordon  | Rang 6 und Klassensieg |              |
| 1998 | TRV Motorsport        | Kudzu DL-4                  | Jeret Schroeder  | Tom Volk      | Rang 16                |              |

### Einzelergebnisse in der Sportwagen-Weltmeisterschaft
| Saison | Team                                 | Rennwagen                                 | 1   | 2   | 3   | 4   | 5   | 6   | 7   | 8   | 9   | 10  | 11  | 12  | 13  | 14  | 15  | 16  | 17  |
| ------ | ------------------------------------ | ----------------------------------------- | --- | --- | --- | --- | --- | --- | --- | --- | --- | --- | --- | --- | --- | --- | --- | --- | --- |
| 1978   | Autodyne Cliff Rickmers Milton Moise | Chevrolet Corvette BMW 2002 AMC Gremlin   | DAY | SEB | MUG | TAL | DIJ | SIL | NÜR | LEM | MIS | DAY | WAT | VAL | ROD |     |     |     |     |
| 1978   | Autodyne Cliff Rickmers Milton Moise | Chevrolet Corvette BMW 2002 AMC Gremlin   |     | 15  |     |     |     |     |     |     |     | DNF |     |     | DNF |     |     |     |     |
| 1979   | Swap-Shop Autodyne Brant Doell       | Ferrari 365 GTB/4 AMC Gremlin AMC Concord | DAY | SEB | MUG | TAL | DIJ | RIV | SIL | NÜR | LEM | PER | DAY | WAT | SPA | BRH | ROA | VAL | ELS |
| 1979   | Swap-Shop Autodyne Brant Doell       | Ferrari 365 GTB/4 AMC Gremlin AMC Concord |     | 17  |     | DNF |     |     |     |     |     |     | 2   |     |     |     |     |     |     |
| 1991   | Euro Racing                          | Spice SE90C                               | SUZ | MON | SIL | LEM | NÜR | MAG | MEX | AUT |     |     |     |     |     |     |     |     |     |
| 1991   | Euro Racing                          | Spice SE90C                               | DNF |     |     |     |     |     |     |     |     |     |     |     |     |     |     |     |     |